# Miracles
«Miracles» (с англ. — «Чудеса») — песня британской поп-группы Pet Shop Boys. В 2003 году она вышла синглом, который достиг десятого места в британском музыкальном чарте.
Один из бисайдов к синглу - песня «We're The Pet Shop Boys» - группа посвятила сама себе : один из куплетов композиции полностью состоит из названий песен Pet Shop Boys.
На самом деле нет.
Эта песня изначально была написана и спета группой My Robot Friend и уж после этого перезаписана самими Pet Shop Boys

## Список композиций

### CD
1. «Miracles» (3:57)
2. «We're The Pet Shop Boys» (4:36)

### 12"
1. «Miracles» (Extended Mix) (5:42)
2. «Miracles» (Lemon Jelly Remix) (6:39)
3. «Transparent» (3:50)

## Высшие позиции в чартах
| Страна         | Место |
| -------------- | ----- |
| Израиль        | 2     |
| Чехия          | 3     |
| Испания        | 4     |
| Дания          | 5     |
| Великобритания | 10    |
| Германия       | 20    |
| Швеция         | 34    |
| Италия         | 47    |
| Австралия      | 76    |
| Франция        | 81    |
| Швейцария      | 97    |